# Bernd Estel
Bernd Estel (* 10. April 1942 in Suhl) ist ein deutscher Soziologe.

## Leben
Bernd Estel begann nach der Reifeprüfung am Staatlichen Gymnasium in Sigmaringen 1962 das Studium der Soziologie, Philosophie sowie Wirtschafts- und Sozialgeschichte an der Universität Münster, das er 1968 mit der Magisterprüfung an der Eberhard-Karls-Universität Tübingen abschloss. Zunächst war er dann als Assistent an der Pädagogischen Hochschule Schwäbisch Gmünd tätig, seit 1971 bis 1974 an der Universität Tübingen, wo er 1979 bei Hans Braun promovierte. Nach weiterer wissenschaftlicher Tätigkeit an dieser Universität habilitierte er sich dort 2002 und war hier vor allem auf dem Gebiet der Kultursoziologie und Nationsforschung als Privatdozent tätig.

## Schriften (Auswahl)
- Soziale Vorurteile und soziale Urteile. Kritik und wissenssoziologische Grundlegung der Vorurteilsforschung. Westdeutscher Verlag, Opladen 1983, ISBN 3-531-11628-2 (Dissertation Universität Tübingen).
- Vorurteilsforschung und Modernität. Versuch einer Klärung. In: Sociologia internationalis, Bd. 25 (1987), H. 2, S. 163–191.
- Geschichte ohne Nation? Zur nationalen Identität der Deutschen heute. In: Sociologia internationalis, Bd. 26 (1988). H. 2, S. 175–207.
- Kollektive Identität als nationale Identität. In: Werner Weidenfeld (Hrsg.): Die Deutschen und die Architektur des europäischen Hauses. Materialien zu den Perspektiven Deutschlands. Verlag Wissenschaft und Politik, Köln 1990, S. 127–140, ISBN 3-8046-8745-8.
- Nationale Identität und Antisemitismus in Deutschland. In: Werner Bergmann/Rainer Erb (Hrsg.): Antisemitismus in der politischen Kultur nach 1945. Westdeutscher Verlag, Opladen 1990, S. 57–78, ISBN 3-531-11923-0.
- Grundaspekte der Nation. Eine begrifflich-systematische Untersuchung. In: Soziale Welt, Bd. 42 (1991), S. 208–231.
- Grundaspekte der Nation. In: Bernd Estel (Hrsg., mit Tilman Mayer): Das Prinzip Nation in modernen Gesellschaften. Länderdiagnosen und theoretische Perspektiven. Westdeutscher Verlag, Opladen 1994, S. 13–81, ISBN 3-531-12488-9.
- Nation und nationale Identität. Versuch einer Rekonstruktion. Westdeutscher Verlag, Wiesbaden 2002, ISBN 978-3-531-13778-0 (Habilitationsschrift Universität Tübingen).
- Typen nationaler Identität. In: Sociologia internationalis, Bd. 41 (2003), S. 257–278.
- Aspekte der Amerikanisierung moderner Gesellschaften. Das Beispiel Deutschland. In: Bernhard Schäfers (Hrsg.): Kultur und Religion, Institutionen und Charisma im Zivilisationsprozess. Festschrift für Wolfgang Lipp (= Konstanzer Schriften zur Sozialwissenschaft, Bd. 65). Hartung-Gorre, Konstanz 2005, S. 259–284, ISBN 3-89649-966-1.
- Weder Demokratie noch Freiheit. Zur Herrschaft des „Guten“ in Deutschland. Monsenstein und Vannerdat, Münster 2014, ISBN 978-3-95645-264-2.